# أمبير تامبلين
أمبير تامبلين (بالإنجليزية: Amber Tamblyn)‏ ممثلة أمريكية من مواليد 14 مايو 1983.

## حياتها
كانت طفلة ذات نشاط زائد جدا وأنها لا تهدأ ولا تركن إلى الراحة وأنها كانت كريشة في مهب الريح في هذا العالم قبل أن تصبح ممثلة. قالت إن التمثيل حل مشاكلي المتعلقة بالاضطراب و النشاط المفرط لقد كنت طفلة مدللة و طائشة فحسب. و أؤلف مسرحيات صغيرة جدا يمكن تمثيلها في المدرسة تكون في فصل اللغة الإنجليزية. كنت جامحة النشاط ولا اتقيد بقيود، حتى ظهرت في العمل الفني الذي انتجته مدرستها بعنوان (بيبي لونغستوكينغ). وكان والدها الممثل السابق روس تامبلين قد دعا وكيله (كصديق للعائلة) ليرى المسرحية. وظهرت بمستوى جيد فيها من بين التلاميذ. وقال الوكيل لوالدها إن أمبير لابد أن تصبح ممثلة ولكن والدها لم يكن يريدها كذلك لعدة أسباب. و لكنه ترك التمثيل وأصبح مدير أعمالها.

## مشوارها الفني
قدمت العديد من المسلسلات الكوميدية والتي تالت شهرة كبيرة وأهمها What I Like About You من 2002 وحتى 2006. حاولت الإبتعاد عن عالم التمثيل حيث أعلنت إعتزالها وهي لا تزال في الثالثة والعشرين من عمرها و اتجهت لتصميم الملابس، غير أن شركتها تعرضت للإفلاس. ولم تتوقف تامبلين ـ وهي في الثالثة والعشرين من العمر عن العمل. وقد فازت بجائزة (إيمي) عن دورها في مسلسل شبكة (سي بي إس) بعنوان (جوان أوف آركاديا). وقد ظهرت في أفلام عديدة بما فيها فيلم (الخاتم) وفيلم (أخوة نبضات السفر) وفيلم (الضغينة ـ2). وقد مُنحت تامبلين جائزة الروح المستقلة للأفلام عن فئة أفضل ممثلة مساعدة عن أحدث أفلامها (ستيفاني دالي).

## أعمالها

### بعض أعمال
| أعمال                                   | الدور/الوظيفة     |
| --------------------------------------- | ----------------- |
| The Heyday of the Insensitive Bastards  | أماندا            |
| X/Y                                     | ستايسي            |
| Two and a Half Men S11                  | جيني هاربر        |
| 127 Hours                               | ميجان             |
| Main Street                             | ماري سوندرز       |
| Beyond a Reasonable Doubt               |                   |
| The Sisterhood Of The Traveling Pants 2 | تيبي تومكو-رولينز |
| The Grudge 2                            | أوبري             |
| The Sisterhood of the Traveling Pants   | تيبي              |

## مواقع خارجية
- أمبير تامبلين على موقع IMDb (الإنجليزية)
- أمبير تامبلين على موقع قاعدة بيانات الأفلام العربية
- أمبير تامبلين على موقع ألو سيني (الفرنسية)
- أمبير تامبلين على موقع ميوزك برينز (الإنجليزية)
- أمبير تامبلين على موقع أول موفي (الإنجليزية)
- أمبير تامبلين على موقع قاعدة بيانات برودواي على الإنترنت (الإنجليزية)
- أمبير تامبلين على موقع قاعدة بيانات الأفلام السويدية (السويدية)
- أمبير تامبلين على موقع إن إن دي بي (الإنجليزية)
- أمبير تامبلين على موقع ديسكوغز (الإنجليزية)
- أمبير تامبلين على موقع قاعدة بيانات الفيلم (الإنجليزية)